# مارك إسبر
مارك توماس إسبر (بالإنجليزية: Mark Thomas Esper)‏ (26 أبريل 1964 - )؛ عسكري أمريكي من اصل لبناني. في 18 يونيو 2019، عُيِّن من قبل الرئيس الأمريكي دونالد ترامب قائمًا بأعمال وزارة الدفاع بالإنابة، خلفًا لباتريك شاناهان القائم بالأعمال السابق، المُنسحب من دائرة الترشيح لمنصب وزير الدفاع، حتى أقاله ترامب في 9 نوفمبر 2020.